# Cephaloziella elachista
Cephaloziella elachista là một loài rêu tản trong họ Cephaloziellaceae. Loài này được (J.B. Jack) Schiffner miêu tả khoa học lần đầu tiên năm 1900.